# Dodgeville
Dodgeville är administrativ huvudort i Iowa County i Wisconsin i USA. Orten har fått namn efter politikern Henry Dodge. Vid 2010 års folkräkning hade Dodgeville 4 693 invånare.